# Kanton Dourdan
Kanton Dourdan is een kanton van het Franse departement Essonne. Kanton Dourdan maakt deel uit van de arrondissementen  Étampes en Palaiseau. Het heeft een oppervlakte van 289.07 km² en telt 15.176 inwoners in 2018.

## Gemeenten
Het kanton Dourdan omvatte tot 2014 de volgende 11 gemeenten:
- Authon-la-Plaine
- Chatignonville
- Corbreuse
- Dourdan (hoofdplaats)
- La Forêt-le-Roi
- Les Granges-le-Roi
- Mérobert
- Plessis-Saint-Benoist
- Richarville
- Roinville
- Saint-Escobille

Door de herindeling van de kantons bij decreet van 24 februari 2014, met uitwerking op 22 maart 2015 omvat het sindsdien volgende 28 gemeenten:
- Angervilliers
- Breuillet
- Breux-Jouy
- Briis-sous-Forges
- Chamarande
- Chauffour-lès-Étréchy
- Corbreuse
- Courson-Monteloup
- Dourdan (hoofdplaats)
- Étréchy
- Fontenay-lès-Briis
- La Forêt-le-Roi
- Forges-les-Bains
- Les Granges-le-Roi
- Janvry
- Limours
- Mauchamps
- Richarville
- Roinville
- Saint-Chéron
- Saint-Cyr-sous-Dourdan
- Saint-Maurice-Montcouronne
- Saint-Sulpice-de-Favières
- Sermaise
- Souzy-la-Briche
- Le Val-Saint-Germain
- Vaugrigneuse
- Villeconin